# Đội tuyển Fed Cup Malta
Đội tuyển Fed Cup Malta đại diện Malta ở giải đấu quần vợt Fed Cup và được quản lý bởi Liên đoàn Quần vợt Malta.  Đội hiện tại thi đấu ở Nhóm III khu vực Âu/Phi.

## Lịch sử
Malta tham dự kì Fed Cup đầu tiên vào năm 1986.  Thành tích tốt nhất của đội là vào đến vòng 32 đội trong năm đầu ra mắt.